# Ахундов, Мирзабек Таибекович
Мирзабек (Мирзебек) Таибекович Ахундов (25 июля 1897, Мискинджа, Дагестанская область — 31 августа 1928, Абастумани, ЗСФСР) — революционный деятель начала XX века, видный общественный деятель, активный участник борьбы за установление советской власти в Дагестане, 1-й нарком земледелия ДАССР.

## Биография
Ахундов родился 25 июля 1897 в селе Мискинджа, Самурского округа Дагестанской области. По национальности — лезгин.
На путь революционной деятельности встал ещё в период учёбы в Темирхан-Шуринском реальном училище, в котором была создана так называемая «демократическая группа» (куда так же входили будущие революционеры Гарун Саидов, Гамид Далгат, Тату Булач, Исмаилов и др.). В 1915 году поступает в Новоалександрийский институт сельского хозяйства и лесоводства, где совместно с С-С Казбековым проводил агитационную работу среди студентов мусульман. Неоднократно подвергался арестам.
После Февральской революции возвращается на родину, где становится одним из активных членов агитационно-просветительского бюро большевиков.
С 1919 года член Дагестанского обкома РКП(б) / пред. Коркмасов/.
С февраля 1920 года член Совета обороны /пред. Коркмасов/ и уполномоченный по Кайтаго-Табасаранскому округу, организатор партизанского отряда в борьбе против деникенцев и бичераховцев.
С марта 1920 года — член Дагревкома /пред.Коркмасов/.
С мая 1920 года — заведующий Дагземотдела, а в 1921 году назначается наркомом земледелия СНК ДССР / пред. СНК Коркмасов/. Участвовал в подавлении антисоветского восстания, возглавляемого Нажмудином Гоцинским.
В 1923 году награждён Орденом Боевого Красного Знамени.
 в 1922- зам. пред ЦКПомгола. На посту наркома Ахундов большое внимание уделял переселению безземельных горцев на равнину, развитию орошаемого земледелия в Дагестане (стал одним из инициаторов строительства канала имени Октябрьской Революции) и прочего.
В 1928 году отправился на лечение в посёлок Абастумани, где и умер от паралича сердца 31 августа.

## Память
После смерти Ахундова, по республике прошли мероприятия по увековечиванию его памяти. Село Преображенское Махачкалинского района было переименовано в Ахундовку. Его имя присвоено ряду сельскохозяйственных образовательных учреждений . 
С 1937 году имя Ахундова оказалось под запретом, в связи с тем, что он был одним из ближайших соратников первого секретаря Дагобкома ВКП(б) Н.Самурского (арестован и расстрелян в том же году). «Реабилитирован» после 1956 года.
В настоящее время именем Ахундова названы: улицы в Махачкале, Дербенте, школа и колхоз в селе Мискинджа, там же ему установлен памятник.
Памяти Мирзабека Ахундова посвящена повесть «Неугасшая звезда» Сфи-Бубы.